# Хаджидимитрово (Старозагорська область)
Хаджидими́трово (болг. Хаджидимитрово) — село в Старозагорській області Болгарії. Входить до складу общини Казанлик.

## Населення
За даними перепису населення 2011 року у селі проживали 1504 особи.
Національний склад населення села:
| Національність   | Кількість осіб | Відсоток |
| ---------------- | -------------- | -------- |
| болгари          | 501            | 44,7%    |
| турки            | 315            | 28,1%    |
| цигани           | 233            | 20,8%    |
| інша             | 42             | 3,8%     |
| не визначились   | 29             | 2,6%     |
| Всього відповіли | 1120           |          |

Розподіл населення за віком у 2011 році:
Динаміка населення: